# Museo Plantin-Moretus

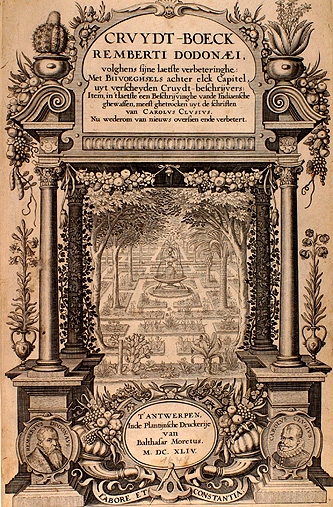
Portada de una edición del Cruydt-Boeck de Rembert Dodoens Cruydt-Boeck editado por Jan Moretus.

Museo Plantin-Moretus es el único museo imprenta sobreviviente del Renacimiento y la época del Barroco que se encuentra en Amberes, Bélgica que rinde honor a los impresores del siglo XVI, Christoffel Plantin y Jan Moretus. Se encuentra en su antigua residencia e imprenta en el Mercado del Viernes. Está ubicado en una de las tres ciudades principales, junto con París y Venecia, que eran líderes de la imprenta en Europa en esa época, y además el museo es asociado con la historia de la invención y propagación de la tipografía.
El conjunto de la casa, talleres y museo Plantin-Moretus fue designado Patrimonio de la Humanidad por la Unesco en 2005, lo cual establece que este negocio y la familia Plantin-Moretus son de gran importancia para la historia cultural de la humanidad.

## Historia
Christoffel Plantin, nacido en c. 1520 en Francia y fallecido en Amberes en 1589, originalmente ejercía la labor de encuadernador y alcanzó a tener renombre en su profesión. Aprendió su oficio en Caen, para luego partir con su esposa e hijo a París en 1547 y así lograr perfeccionar su técnica. Fue en 1550 que inició su propio negocio de encuadernador en Amberes.
Luego Christoffel Plantin fundó una imprenta en 1555, cuando un accidente en uno de sus brazos puso un fin definitivo a sus actividades de encuadernador, y así su nuevo establecimiento recibió el nombre de Officina Plantiniana. Esta imprenta se convirtió en el principal punto de impresión de la ciudad de la época, donde también publicó la Biblia Políglota de Amberes. Su negocio logró prosperar a través de los años gracias a un reconocimiento oficial de «architypographus» otorgado por Felipe II de España, quien también le dio a Plantin el derecho de producir y vender misales, y Libros de Horas para la España católica.
Por otra parte  Moretus inició en el oficio de la imprenta a los 15 años como ayudante en la librería, hasta que después de mucho tiempo llegó a ser la mano derecha de Plantin.  Es importante recalcar que Jan Moretus sabía cómo funcionaba la imprenta por sus más de 32 años de trabajo en la misma, pero también debido a que durante la larga estadía en Leiden de Plantin, Moretus manejó la imprenta junto con su cuñado Franciscus Raphelengius desde 1583 hasta 1585. Luego en 1589 con la muerte de Christoffel Plantin, la Officina Plantiniana estuvo bajo el cargo de Jan Moretus.
No obstante el negocio declinó poco tiempo después a mitades del siglo XVII, y en 1876 Edward Moretus vendió la imprenta a la ciudad de Amberes, la cual convirtió el establecimiento en el Museo Plantin-Moretus. En 2002 el museo fue nominado al programa Patrimonio de la Humanidad de la UNESCO y finalmente añadido en 2005.
El Plantin-Moretus Museum posee una excepcional colección de material tipográfico, pues Plantin compró su tipografía a los mejores especialistas flamencos, franceses y alemanes de la época. No solamente incluye las dos prensas más antiguas del mundo y un juego completo de troqueles y matrices, sino que cuenta con una biblioteca extensa, un interior ricamente decorado y los archivos completos de la Imprenta Plantin.

## Recursos
Según la página oficial del Museo Plantin-Moretus este establecimiento además de contar con bibliotecas y materiales de imprenta de Plantin, también incluye en su propia colección diversas investigaciones que se encuentren aún en desarrollo. Por otra parte, provee a diversos institutos, especialistas y otras personas interesadas, con material y servicios académicos e investigativos con fines de consulta. Algunos de los recursos con los que cuenta son:
- 628 Manuscritos
- 250.000 Libros antiguos impresos
- Publicaciones de bibliofilia, imprenta y otras disciplinas
- Colecciones en línea
- Un catálogo de libros en línea
- Archivos de la Officina Plantiniana
- 2.000 Ilustraciones y dibujos[8]

## Colección
Algunos de los objetos más destacados son:
- Biblia en cinco idiomas: Biblia Regia (1568-1573)
- Thesaurus Teutoniae Linguae
- Libro geográfico: Theatrum Orbis Terrarum realizado por Abraham Ortelius
- Libro que describe hierbas: Cruydeboeck realizado por Rembert Dodoens
- Libro anatómico realizado por Andreas Vesalius y Juan Valverde de Amusco
- Libro sobre números decimales por Simon Stevin
- Biblia de Gutenberg de 36 líneas
- Pinturas y dibujos de Peter Paul Rubens
- Estudio del humanista Justus Lipsius y muchas de sus obras[3]
- Un grupo de 15 matrices de cobre grabadas por Lucas van Leyden